# Хомоморфизам група
У математици, ако су дате две групе (G, *) и (H, ·), хомоморфизам група из (G, *) у (H, ·) је пресликавање h : G &rarr; H такво да за свако u и v из G важи да
где је операција групе са леве стране једначине операција из G, а са десне стране је операција из H.
Из овог својства може се дедуковати да h пресликава неутрал  групе G у неутрал  групе H, и такође пресликава инверзе у инверзе у смислу да . Стога се може рећи да је h у складу са структуром групе.
У областима математике где се разматрају групе са додатним структурама, хомоморфизам понекад значи да пресликавање поштује не само структуру групе (као горе), већ и ову додатну структуру. На пример, хомоморфизам тополошких група често мора да буде непрекидан.

## Слика и језгро
Дефинишемо језгро h (кернел) као 
 = {  из  }
а слику h као
 = {  из  }.
Језгро је нормална подгрупа од G (у ствари, -{h(g-1 u g) = h(g)-1 h(u) h(g) = h(g)-1 eH h(g) = 
h(g)-1 h(g) = eH)}- а слика је подгрупа од H.
Хомоморфизам h је инјективан (и назива се мономорфизам групе) ако и само ако .

## Примери
- Посматрајмо цикличну групу Z/3Z = {0, 1, 2} и групу целих бројева  са сабирањем. Пресликавање h : Z &rarr; Z/3Z' са h(u) = u mod 3 је хомоморфизам група. Ово пресликавање је сурјекција и његово језгро се састоји од свих целих бројева дељивих са 3.

- експоненцијално пресликавање даје хомоморфизам група из групе реалних бројева  са сабирањем у групу реалних бројева различитих од нуле, * са множењем. Језгро је {0} а слика се састоји од позитивних реалних бројева.

- Експоненцијално пресликавање такође даје хомоморфизам група из групе комплексних бројева  са сабирањем у групу комплексних бројева различитих од нуле, * са множењем. Ово пресликавање је сурјективно, и има језгро  у  }, што се може видети из Ојлерове формуле.

- Ако су дате две групе G и -{H]-, и пресликавање h : G &rarr; H које слика сваки елемент из G у неутрал H, h је хомоморфизам; његово језгро је цело G.

- Ако је дата било која група G, идентитета id : G &rarr; G дефинисана као id(u) = u за свако u из G је хомоморфизам група.

## Категорија група
Ако су h : G &rarr; H и k : H &rarr; K хомоморфизми група, тада је и  хомоморфизам група. Ово показује да класа свих група, заједно са хомоморфизмима група као морфизмима, гради категорију.

## Врсте хомоморфних пресликавања
Ако је хомоморфизам h бијекција, тада се може показати да је његов инверз такође хомоморфизам група, и h се назива изоморфизмом група; у овом случају, групе G и H су изоморфне: разликују се само у нотацији својих елемената а идентичне су у сваком практичном смислу.
Ако је h: G &rarr; G хомоморфизам група, онда га називамо ендоморфизмом од G. Ако је уједно и бијективан (и стога изоморфизам), онда је то аутоморфизам. Скуп свих аутоморфизама групе G, са композицијом функција као операцијом, гради нову групу, групу аутоморфизама од G. Она се означава са Aut(G). На пример, аутоморфизам групе (Z, +) се састоји само од два елемента, неутрала, и множења са -1; изоморфан је са Z/2Z.
Епиморфизам је сурјективни хомоморфизам, то јест, хомоморфизам који је на пресликавање. Мономорфизам је инјективни хомоморфизам.

## Хомоморфизми Абелових група
Ако су G и H Абелове (то јест комутативне) групе, тада је скуп Hom(G, H) свих хомоморфизама група из G у H и сам Абелова група: збир два изоморфизма h + k се дефинише као
 за свако u из G.
Комутативност H је неопходна да би се доказало да је и  хомоморфизам група. Сабирање хомоморфизама је компатибилно са композицијом хомоморфизама у следећем смислу: ако је f унутар Hom(K, G), h, k су елементи Hom(G, H), и g је у Hom(H, L), онда 
.
Ово показује да скуп End(G) свих ендоморфизама Абелове групе гради прстен, ендоморфизам прстена од G.